# Edmund Allenby
Edmund Henry Hynman Allenby, I visconte Allenby (Brackenhurst, 23 aprile 1861 – Londra, 14 maggio 1936), è stato un generale britannico.
Soldato britannico e amministratore, è conosciuto soprattutto per il suo ruolo durante la prima guerra mondiale, durante la quale condusse la forza di spedizione egiziana nella conquista della Palestina e della Siria nel 1917 e 1918.
A lui è dedicato lo storico, principale punto di frontiera tra Israele e Giordania sul fiume Giordano, "Allenby Bridge" (in ebraico: גשר אלנבי, Gesher Alenbi), per i giordani è invece "King Hussein Bridge" (in arabo  جسر الملك حسين‎?, Jisr al-Malik Husayn).

## Biografia

### I primi anni e l'inizio della carriera militare

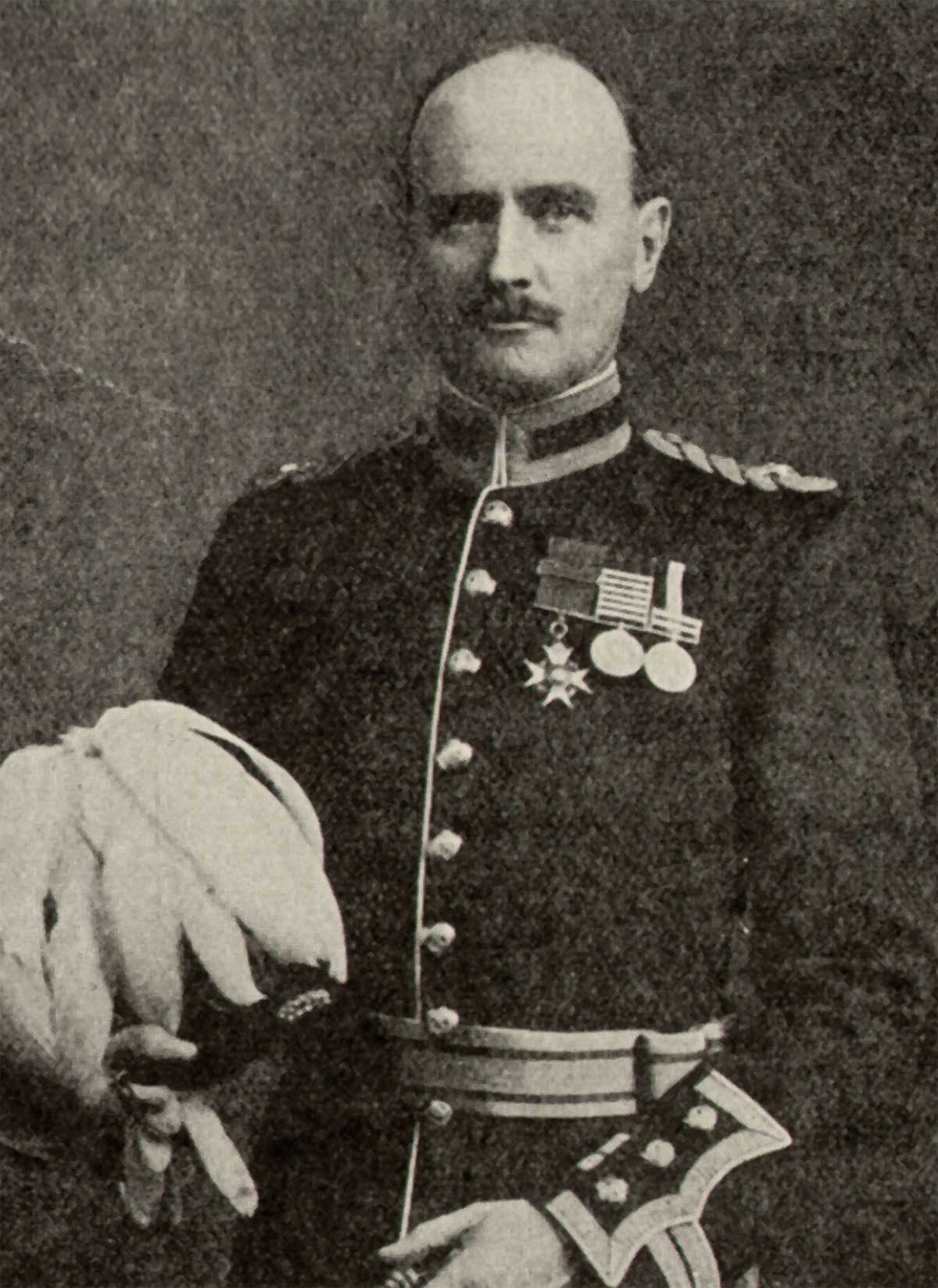
Edmund Henry Hynman Allenby

Nato a Brackenhurst, nel Nottinghamshire, Allenby venne educato all'Haileybury College. Egli non era molto intenzionato a divenire un soldato, e tentò per questo di entrare nell'Indian Civil Service ove sicuramente sarebbe stato meno impiegato, ma non passò l'esame di ammissione per ben due volte. Nel 1880 sostenne l'esame per l'ammissione al Royal Military College, Sandhurst ed arrivò quinto tra oltre 110 partecipanti. Dopo dieci mesi a Sandhurst, ottenne di entrare nel 6th (Inniskilling) Dragoons nel 1881.
Nel 1882 egli seguì il suo reggimento nel Sudafrica e prestò servizio nella spedizione nel Bechuanaland del 1884-1885 con compiti di pattuglia, e quindi nel regno Zulu nel 1888. Nel 1889, come capitano, divenne aiutante del reggimento e responsabile della disciplina delle unità, il che gli diede ben presto reputazione di inflessibilità. Egli tornò in Inghilterra nel 1890 a seguito dei suoi uomini e venne posto di servizio a Brighton. Nel 1893, Allenby terminò il suo incarico come aiutante e nel 1894 provò, fallendo, il testi di ammissione allo Staff College di Camberley. Atterrito, riprovò l'esame l'anno successivo qualificandosi al venticinquesimo posto e fu il primo ufficiale del suo reggimento a entrare al college. Quello stesso giorno, anche il capitano Douglas Haig del 7th Hussars fece il suo ingresso al college, il che diede inizio alla grande rivalità che per tutta la vita scontrerà i due militari durante in particolare la prima guerra mondiale. Differenti nel carattere, Haig ed Allenby lavorarono duramente allo Staff College, anche se Allenby era molto più popolare presso i suoi compagni ufficiali, al punto da essere nominato Master of the Draghounds al posto di Haig che eccelleva invece nell'equitazione. Anche se Haig aveva numerosi interessi al di fuori della carriera militare, Allenby aveva sviluppato una forte passione per la poesia, per l'ornitologia, per i viaggi e per la botanica.
L'ammissione di Allenby allo Staff College venne così giudicata:
"Questo ufficiale ha sufficienti buone qualità e molto senso pratico comune. In tutti i suoi lavori tende a vedere il lato pratico della cosa; dove fallisce per la mancanza della sua conoscenza, egli rapidamente è in grado di trovare una soluzione pratica al problema. Nelle materie di cui non conosce argomenti, preferisce non parlare e non è un amante dei dettagli. È energetico, di buon giudizio e di rapida decisione, pensa e scrive chiaramente. È un buon soldato e attivo ed ha il potere di esercitare influenza su quanti lavorino con lui".
Prima di lasciare lo Staff College nel 1897, venne promosso maggiore e sposò Mabel Chapman, figlia di un proprietario terriero del Wiltshire. Nel 1898, Allenby entrò a far parte della 3rd Cavalry Brigade, prestando quindi in servizio in Irlanda come Maggiore di Brigata.

### La seconda guerra boera
Allo scoppio della seconda guerra boera, Allenby tornò al suo reggimento, negli Inniskillings, dove si imbarcò a Queenstown per poi sbarcare a Città del Capo, in Sudafrica, l'11 dicembre 1899 durante la ‘Black Week’ nella quale il British Army subì pesanti sconfitte a Colenso, Magersfontein e Stormberg. Allenby venne nominato secondo in comando degli Inniskillings ed inviato a Naauwpoort per unirsi alla divisione di cavalleria maggiore generale John French. Difendendo la frontiera nord del Capo, la divisione di Frenchj impiegò delle tattiche strategiche che evitarono operazioni su vasta scala che avrebbero affaticato i suoi uomini. Durante questo periodo Allenby si guadagnò la vera reputazione di comandante d'acciaio, ottenendo la guida di uno squadrone di cavalleria. In una dimostrazione presso Colesberg il 14 gennaio 1900, Allenby ottenne il comando di due squadroni, due compagnie di fanteria a cavallo e una parte di artiglieria che penetrarono nelle linee boere, costruendo anche un ponte così da evitare che il nemico potesse sopraffare le truppe inglesi. Non avendo avuto perdite nelle operazioni, le forze di Allenby tornarono con molti prigionieri al campo.
Nel febbraio del 1900, la divisione di cavalleria eseguì nuove manovre lungo il Fiume Modder alle quali lo squadrone di Allenby prese parte. Questo portò all'Assedio di Kimberley, città che venne assediata fino alla fine della guerra. Durante questo periodo Allenby intrattenne rapporti con Cecil Rhodes, il quale lo invitò spesso a cena al suo campo e gli inviò dei rifornimenti per il suo squadrone Successivamente in quel mese, lo squadrone di Allenby prese parte alla cattura delle forze di Piet Cronje a est di Kimberley presso Paardeberg. Nel marzo del 1900, lo squadrone di Allenby guidò la carica finale a Bloemfontein ed ebbe successo nell'impresa. Il mese successivo, il comandante degli Inniskillings venne invalidato in patria, e Allenby ottenne temporaneamente l'incarico di comandante del reggimento, periodo durante il quale egli resse l'incarico con precisione e fermezza. Johannesburg venne occupata il 31 maggio di quell'anno e nel giugno, durante l'avanzata verso Pretoria, Allenby si scontrò con dei boeri al passo di Kalkheuvel. Dopo la presa di Pretoria, mentre le forze del feldmaresciallo Lord Roberts si spostavano a est, gli Inniskillings furono attivi attorno al villaggio di Middelburg ove mantennero un fronte per più di tre settimane sotto costanti attacchi nemici. Successivamente, Allenby guidò gli Inniskillings nell'avanzata verso Barbeton e nuovamente si scontrò coi boeri presso il Lago Chrissie e nel Transvaal orientale. La divisione di cavalleria venne spezzata in colonne più piccole e Allenby, nel gennaio del 1901, ricevette il comando di una di queste.
La colonna perdurò per diciotto mesi e conobbe azioni nel Transvaal, nello Stato Libero di Orange, nel Natal e nella Colonia del Capo (aree corrispondenti a Germania, Francia e Paesi Bassi combinati insieme, al punto che i soldati si dovettero servire di ferrovie e strade ferrate per attraversare le vaste aree delle operazioni). Nel 1901 la sua colonna operò sotto il comando di lord French nel Transvaal orientale contro Louis Botha. Nella primavera di quello stesso anno, la colonna operò nei pressi del confine con lo Swaziland nel periodo delle grandi piogge, il che rese ancora più difficile lo spostamento di armi e uomini. Durante le settimane prossime all'estate, la colonna si spostò a nord per operare presso Middelburg e quindi trascorse diversi mesi nel Transvaal occidentale presso l'area collinare di Magaliesburg. Nelle lettere che Allenby inviò in questo periodo alla moglie in Inghilterra si nota un certo atteggiamento critico nei confronti dei suoi superiori e dei generali che stavano conducendo la guerra definendoli dotati "di cervello non più di una bambola". La colonna di Allenby stazionò per il resto della guerra nel Natal e operò anche nello Zululand. Allenby chiese quindi a Lord Kitchener, comandante del Sudafrica, di consentire alla sua colonna di riposarsi e di rifornirsi del necessario e venne pertanto richiamata ad assistere un'altra colonna inglese nel Transvaal orientale.
Sul finire del 1901, Allenby prese un'influenza e trascorse dieci giorni a Durban. Avendo combattuto quasi ininterrottamente per due anni, questo periodo venne considerato per lui come una vacanza e venne raggiunto in Sudafrica dalla moglie. Mary giunse nel maggio del 1902, dopo che la colonna di Allenby era stata nuovamente coinvolta in combattimenti nel Transvaal a nord della Colonia del fiume Orange. Il 31 maggio 1902 venne siglata la Pace di Vereeniging, il che pose formalmente fine alla guerra. Allenby terminò la guerra col grado di Colonnello e con una grande reputazione ottenuta presso i suoi superiori.

### La prima guerra mondiale

#### Il fronte occidentale
Durante la prima guerra mondiale egli inizialmente prestò servizio sul fronte occidentale. Allo scoppio della guerra venne inviato un British Expeditionary Force (BEF) in Francia, consistente di quattro divisioni di fanteria e una di cavalleria, quest'ultima comandata da Allenby, il quale si distinse personalmente con le sue unità coprendo la ritirata dopo la battaglia di Mons. Dopo che il British Expeditionary Force fu ampliato in due armate, fu ricompensato ottenendo il comando del corpo di cavalleria. Nel 1915  fu assegnato al comando del V Corps durante la seconda battaglia di Ypres e nell'ottobre di quello stesso anno ricevette il comando della Third Army. Malgrado la presenza nella battaglia di Arras nella primavera del 1917, fu rimpiazzato da Julian Byng il 9 giugno. Una ragione significativa per la rimozione dal suo comando e il trasferimento successivo furono le sue continue dispute col feldmaresciallo Haig su questioni tattiche. Poco dopo il suo arrivo in Egitto, venne a sapere che suo figlio Michael era stato ucciso sul fronte occidentale dall'artiglieria tedesca.

#### Egitto e Palestina

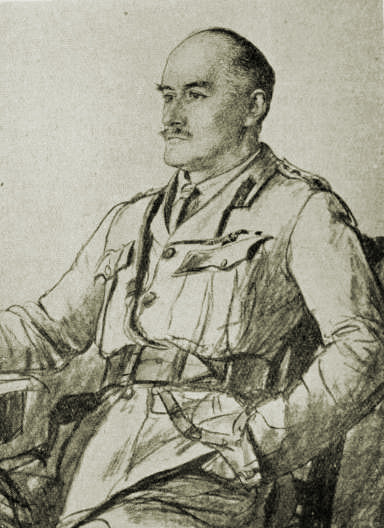
Ritratto a disegno di Allenby dal giornale "The War" c. 1917

Allenby venne inviato dunque in Egitto per essere nominato comandante in capo dell'Egyptian Expeditionary Force (EEF) il 27 giugno 1917, rimpiazzando Sir Archibald Murray. Allenby presto riuscì a guadagnarsi il rispetto dei suoi uomini facendo frequenti visite al fronte (cosa che Murray, conducendo la campagna dal controllo remoto del Cairo, faceva raramente) e spostando il quartier generale dal Cairo a Rafah, più vicino alla linea di frontiera di Gaza. Questa inusuale dimostrazione di disciplina e organizzazione riuscì ad apportare maggiore intesa all'interno dell'Egyptian Expeditionary Force (composto dal XX e dal XXI Corps, nonché dal Desert Mounted Corps). Una delle prime mosse di Allenby fu quella di sostenere gli sforzi di T. E. Lawrence contro i Turchi inviandogli 200 000 sterline mensili. Molti degli uomini di Allenby dissero dopo la guerra che la sua rigidità era generalmente bene accettata da tutti in quanto così egli riusciva a dare l'impressione di avere sotto controllo la situazione, un sentimento che Murray non aveva mai dato ai suoi soldati.
Avendo organizzato le sue forze regolari, Allenby vinse la terza battaglia di Gaza (31 ottobre - 7 novembre 1917) sorprendendo i difensori con un attacco a Beersheba.

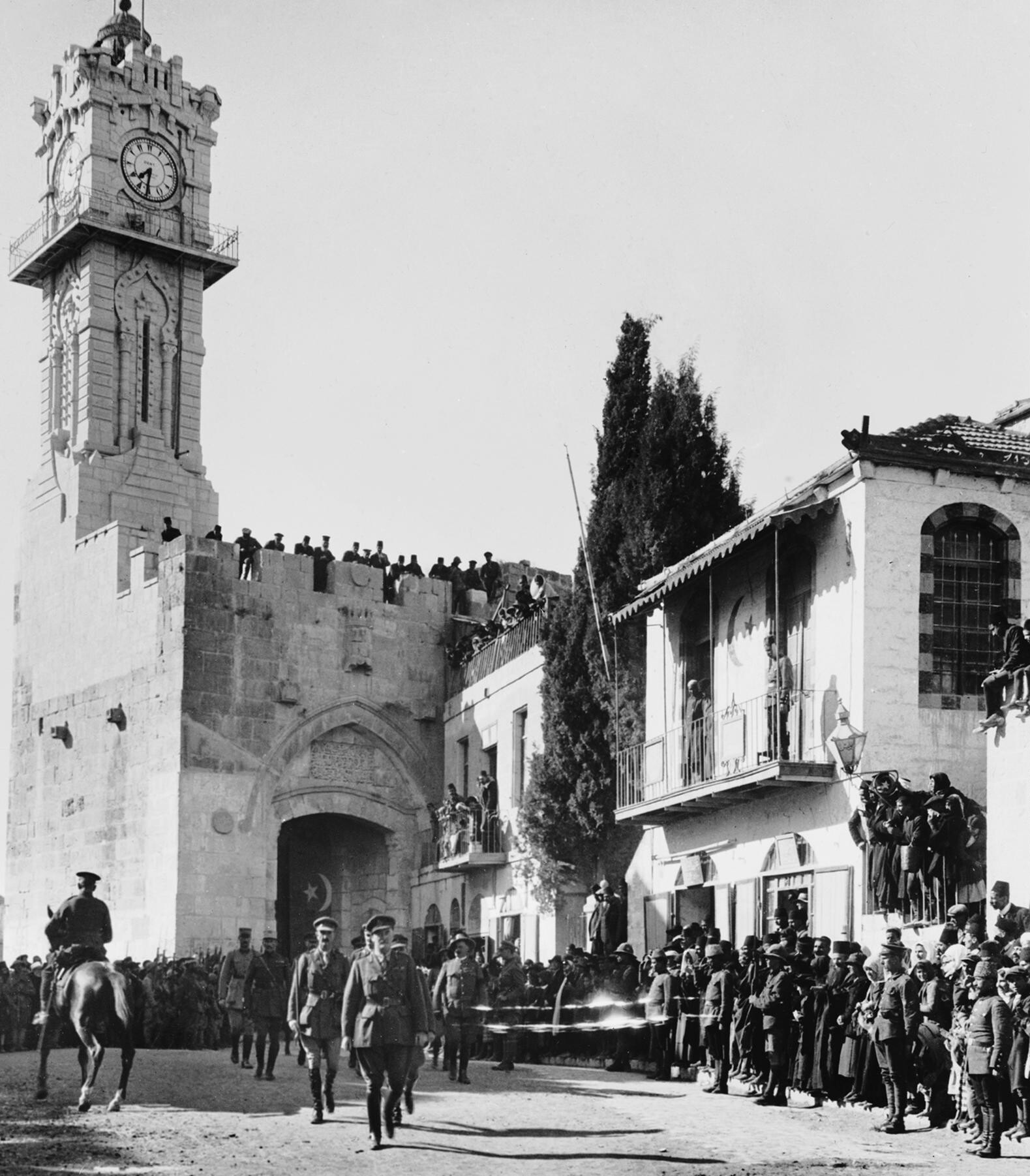
Un vittorioso generale Allenby entra a Gerusalemme a piedi, per rispetto nei confronti della Città Santa, l'11 dicembre 1917

Le sue forze si spostarono su Gerusalemme e gli ottomani vennero battuti nella battaglia di Mughar Ridge (10–14 novembre) ed in quella di Gerusalemme, presa il 9 dicembre 1917.

#### Onori e rispetto verso Gerusalemme
Pur essendo il comandante della cavalleria della zona, prima di entrare a Gerusalemme, Allenby decise di smontare da cavallo assieme ai suoi ufficiali, entrando nella città a piedi attraverso la Porta di Giaffa per mostrare rispetto nei confronti della Città Santa, importante per il giudaismo, per il cristianesimo e per l'Islam. Così egli commentò questo momento:
"...Entrai nella città ufficialmente a mezzogiorno, l'11 dicembre, con alcuni uomini del mio staff, i comandanti del distaccamento francese e italiano, i capi delle missioni politiche, gli attachés militari in Francia, Italia ed America... La processione era tutta quanta a piedi, ed alla porta di Giaffa venni ricevuto dalle guardie in rappresentanza di Inghilterra, Scozia, Irlanda, Galles, Australia, Nuova Zelanda, India, Francia e Italia. La popolazione mi ricevette con gioia..."

#### Vittoria in Medioriente
L'offensiva tedesca sul fronte occidentale portò Allenby ad essere senza rinforzi e le sue unità fallirono la presa di Amman nel marzo e nell'aprile del 1918. Nuove truppe dall'impero (specificatamente dall'Australia, dalla Nuova Zelanda, dall'India e dal Sudafrica) portarono alla ripresa delle operazioni nell'agosto del 1918. A seguito della serie di mosse estese sulla linea dopo la battaglia di Megiddo (19–21 settembre 1918), la cavalleria alleata la attraversò e bloccò la ritirata turca. L'Egyptian Expeditionary Force incontrò una resistenza minima, conquistando Damasco il 1º ottobre, Homs il 16 ottobre ed Aleppo il 25 ottobre. La Turchia capitolò il 30 ottobre 1918.

### Feldmaresciallo, la parìa ed il ritiro
Allenby venne nominato Feldmaresciallo nel 1919 ed il 7 ottobre di quello stesso anno venne creato Visconte Allenby, di Megiddo e di Felixstowe nella Contea di Suffolk. Egli rimase in Medioriente come Alto Commissario per l'Egitto e per il Sudan sino al 1925, ritirandosi dal servizio attivo in quell'ultimo anno. Allenby, con questa carica, fu fondamentale per la creazione di un Egitto sovrano e durante questi stessi anni egli fece a questo scopo frequenti visite in Gran Bretagna.

### Gli ultimi anni
Il 7 maggio 1927, Allenby venne invitato a partecipare alla posa della prima pietra della chiesa di Sant'Andrea a Gerusalemme, una struttura della Chiesa di Scozia costruita in memoria dei soldati scozzesi caduti nella regione durante la prima guerra mondiale.
Allenby si recò in Patagonia durante il suo ultimo viaggio e morì poi a Londra a causa di un aneurisma cerebrale il 14 maggio 1936. Venne cremato e le sue ceneri vennero sepolte nell'abbazia di Westminster, a fianco di Herbert Plumer, I visconte Plumer.